# Vladimír Lodr
Vladimír Lodr (30 giugno 1934 – settembre 1973) è stato un cestista e allenatore di pallacanestro cecoslovacco.

## Carriera
Con la Cecoslovacchia ha disputato i Campionati europei del 1961.

## Palmarès

### Giocatore
- Campionato cecoslovacco: 3

ATK Praga: 1954-55, 1955-56
Spartak Praga Sokolovo: 1959-60